# Kumarevo (Leskovac)
Pour les articles homonymes, voir Kumarevo.
Kumarevo (en serbe cyrillique : Кумарево) est un village de Serbie situé sur le territoire de la Ville de Leskovac, district de Jablanica. Au recensement de 2011, il comptait 796 habitants.

## Démographie
| 1948 | 1953 | 1961 | 1971 | 1981 | 1991 | 2002 | 2011 |
| ---- | ---- | ---- | ---- | ---- | ---- | ---- | ---- |
| 571  | 611  | 669  | 759  | 860  | 843  | 825  | 796  |

|  |